# Clark Bishop
Clark Bishop (* 29. März 1996 in St. John’s, Neufundland) ist ein kanadischer Eishockeyspieler, der seit Juli 2022 bei den Calgary Flames aus der National Hockey League (NHL) unter Vertrag steht und parallel für deren Farmteam, die Calgary Wranglers, in der American Hockey League (AHL) auf der Position des Centers spielt. Bishop wurde von den Carolina Hurricanes im NHL Entry Draft 2014 in der fünften Runde an 127. Stelle ausgewählt.

## Karriere

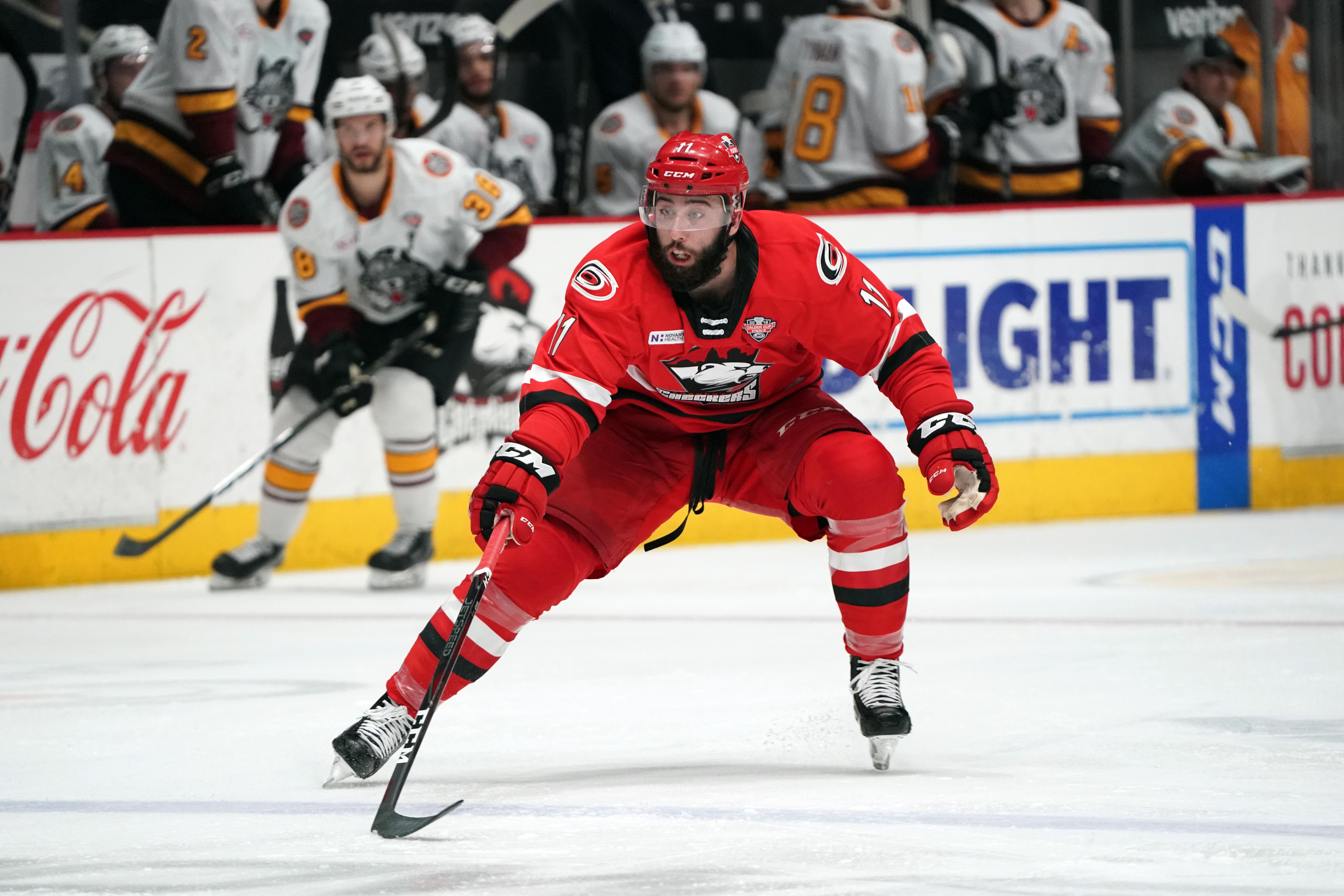
Bishop im Trikot der Charlotte Checkers

Bishop spielte am Anfang seiner Karriere für die Avalon Minor Hockey und später für die St. John’s Pennecon Privateers, bevor er 2012 zu den Cape Breton Screaming Eagles aus der Ligue de hockey junior majeur du Québec (LHJMQ) wechselte. Während seiner vierjährigen Tätigkeit bei den Screaming Eagles bestritt er 216 Spiele – einschließlich 14 Playoff-Spielen – und erzielte 64 Tore und assistierte bei 77 weiteren. Er diente als Mannschaftskapitän in den Spieljahren 2014/15 und 2015/16.
Am 4. April 2016 schloss Bishop einen dreijährigen Vertrag bei den Carolina Hurricanes der National Hockey League (NHL) ab. Er verbrachte die folgenden beiden Spielzeiten größtenteils in der American Hockey League bei den Carolinas Farmteam, den Charlotte Checkers. Ebenso sammelte der Rookie Einsatzminuten bei den Florida Everblades in der ECHL. Am 17. Oktober 2018 wurde Bishop erstmals in die NHL-Kader der Hurricanes berufen und gab am 20. Oktober sein NHL-Debüt bei einer 1:3-Niederlage gegen die Colorado Avalanche. Am 23. Oktober wurde Bishop zu den Checkers versetzt. Am 29. November wurde er erneut in die NHL zurückgerufen, nachdem Haydn Fleury auf die Injured Reserve List gesetzt worden war. Am 7. Dezember erzielte er sein erstes NHL-Tor bei einem 4:1-Sieg gegen die Anaheim Ducks. Am 16. Dezember wurde Bishop erneut zu den Charlotte Checkers versetzt, mit denen er am Saisonende den Calder Cup gewann.
Nach über vier Jahren in der Organisation der Hurricanes wurde Bishop im Januar 2021 im Tausch für Maxime Lajoie an die Ottawa Senators abgegeben. Von dort wechselte er im Juli 2022 als Free Agent zu den Calgary Flames, kommt dort aber überwiegend bei deren AHL-Kooperationspartner zu Einsätzen, den Calgary Wranglers.

### International
Bishop war Teil der kanadischen U18-Nationalmannschaft, die das Ivan Hlinka Memorial Tournament 2013 in den slowakischen Städten Břeclav und Piešťany gewann. Im selben Jahr vertrat er das Provinzteam Canada Atlantic bei der World U-17 Hockey Challenge 2013 in Victoriaville und Drummondville in der Provinz Québec. Zudem errang er bei der U18-Junioren-Weltmeisterschaft 2014 die Bronzemedaille.

## Erfolge und Auszeichnungen
- 2014 Teilnahme am CHL Top Prospects Game
- 2019 Calder-Cup-Gewinn mit den Charlotte Checkers

### International
- 2013 Goldmedaille beim Ivan Hlinka Memorial Tournament
- 2014 Bronzemedaille bei der U18-Junioren-Weltmeisterschaft

## Karrierestatistik
Stand: Ende der Saison 2024/25

### International
Vertrat Kanada bei:
- World U-17 Hockey Challenge 2013
- Ivan Hlinka Memorial Tournament 2013
- U18-Junioren-Weltmeisterschaft 2014

(Legende zur Spielerstatistik: Sp oder GP = absolvierte Spiele; T oder G = erzielte Tore; V oder A = erzielte Assists; Pkt oder Pts = erzielte Scorerpunkte; SM oder PIM = erhaltene Strafminuten; +/− = Plus/Minus-Bilanz; PP = erzielte Überzahltore; SH = erzielte Unterzahltore; GW = erzielte Siegtore; 1 Play-downs/Relegation; Kursiv: Statistik nicht vollständig)